# Polýkastro
Polýkastro  (en grec moderne : Πολύκαστρο) est une petite ville de Macédoine grecque, siège de la municipalité de Péonie dans le district régional de Kilkís.

## Géographie
Elle se trouve sur l'ancienne route reliant Thessalonique à Évzoni, frontière nord de la Grèce. Elle est traversée par l'Axios.
Avant 1928, elle se nommait Karasouli (Καρασούλι)

## Histoire
Habité depuis le Néolithique, des traces archéologiques ont été mises au jour à Axiochóri (ancienne Amydon (en)) et Limnótopos (ancienne Carabia (en)). À l'âge du bronze, entre 3500 et 3000 av. J.-C., les Péoniens colonisèrent la région et firent d'Amydon leur capitale. Ils prirent part à la guerre de Troie avec leurs rois Pyrechmès et Astéropée. Au Ier siècle av. J.-C., la Paix romaine venue, la ville prit le nom de Trafiana ou Trafiani. En 1249, elle est intégrée à l'Empire de Nicée.

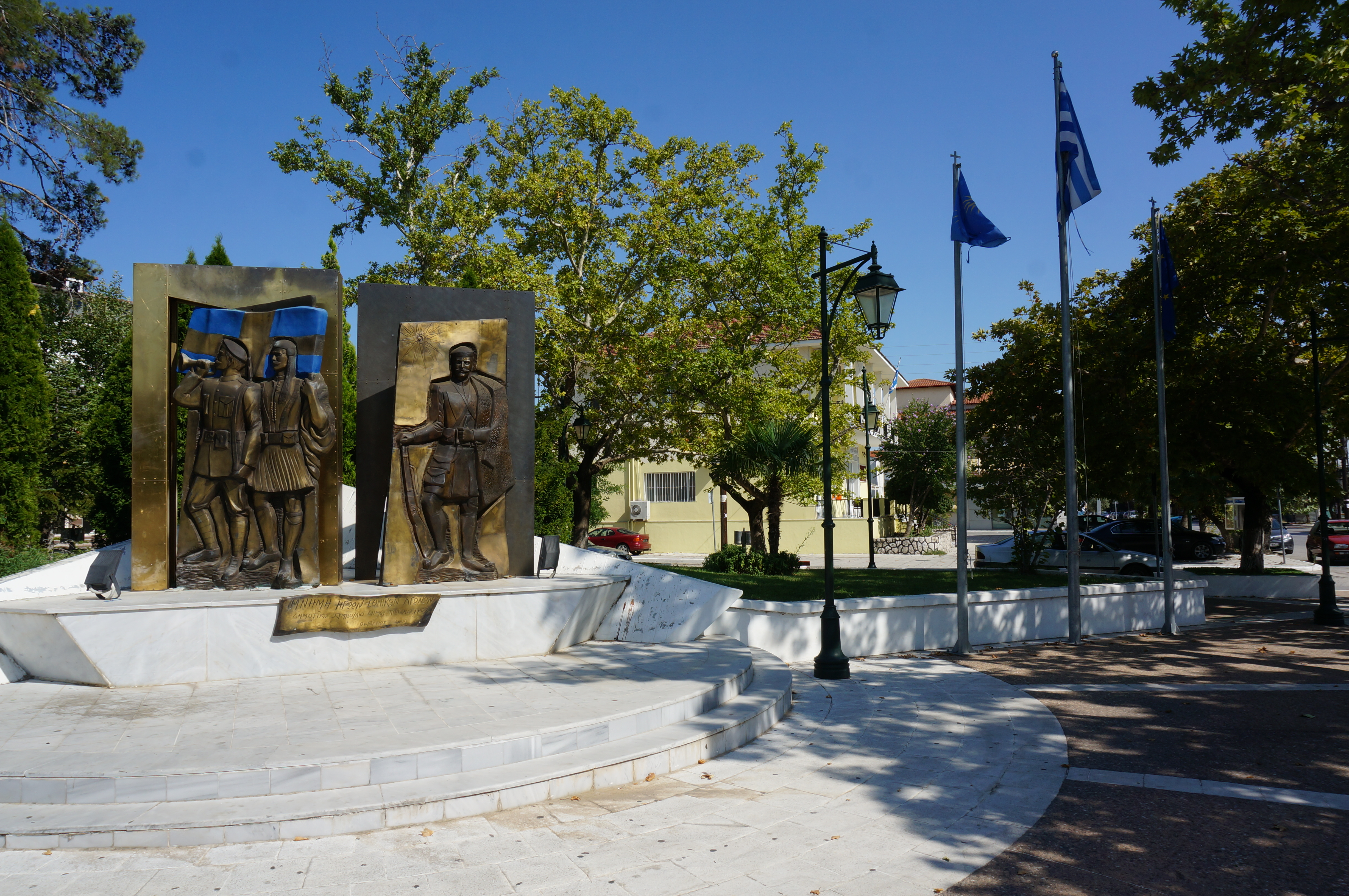
Mémorial de la lutte pour la Macédoine sur la place centrale.
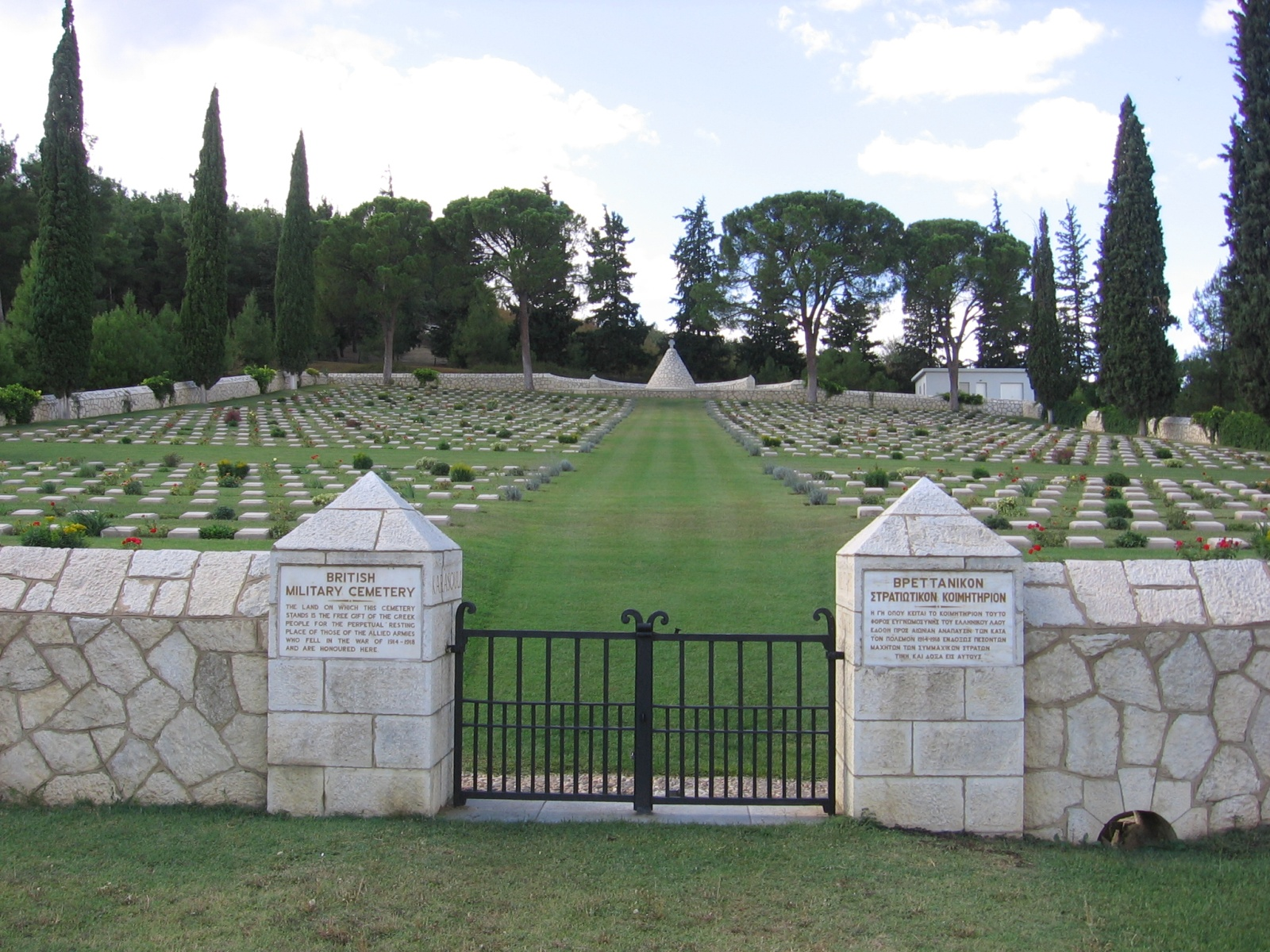
Cimetière militaire britannique de l'Expédition de Salonique.

Lors de la première guerre balkanique, le village fut pris par l'armée grecque et la majorité de la population bulgare émigra vers la Bulgarie.
Il existe un mémorial en l'honneur des cinq alliés lors de la Première Guerre mondiale, stèle à cinq faces et bustes de Briand, Orlando, Venizélos, Pašić et Lloyd George. Chaque année une commémoration réunie ces pays ainsi que la Russie.
Depuis la réforme territoriale de 2011, elle est l'un des districts territoriaux et le siège de la municipalité de Péonie.

## Personnalités
- Anton Yugov (1904–1991), premier ministre de Bulgarie.
- Aléxandros Karathódoros (en), (1908–1981), ministre des transports de Grèce (1952–1954).